# Kärne
Kärne är ett naturreservat i Karlskoga kommun i Örebro län.
Området är naturskyddat sedan 2016 och är 17 hektar stort. Reservatet omfattar toppen och norra delen av en höjd och består av gammal barr- och lövskog .